# Finale della Coppa delle nazioni africane 2010
La finale della Coppa delle nazioni africane 2010 si disputò il 31 gennaio 2010 all'Estádio 11 de Novembro di Luanda, Angola, tra le nazionali di Ghana ed Egitto. La partita fu vinta per 0-1 dall'Egitto che ottenne il suo settimo trofeo nella massima competizione tra nazionali maschili africane.

## Le squadre
| Squadra | Finali (o spareggi) disputate in precedenza (il grassetto indica la vittoria) |
| ------- | ----------------------------------------------------------------------------- |
| Ghana   | 7 (1963, 1965, 1968, 1970, 1978, 1982, 1992)                                  |
| Egitto  | 7 (1957, 1959, 1962 ,1986, 1998, 2006, 2008)                                  |

## Antefatto
Due giorni prima della partita inaugurale della competizione tra i padroni di casa dell'Angola e il Mali (svoltasi a Luanda e finita con un sorprendente 4-4), il pullman che trasportava la nazionale del Togo subì un agguato alla frontiera tra Angola e Repubblica Democratica del Congo; nell'agguato, morirono l'autista e due membri dello staff della nazionale, ossia l'allenatore in seconda Hubert Velud e l'addetto stampa, mentre nove altri rimasero feriti, tra cui il portiere Kodjovi Obilalé, grave. Rivendicato dal Fronte di liberazione dell'enclave di Cabinda, che si batte dal 1975 per l'indipendenza dell'omonima striscia di terra che divide la RDC e il Congo-Brazzaville. A seguito del grave incidente, il Togo si ritirò dalla Coppa d'Africa, dove era stato inserito nel girone B insieme a Burkina Faso, Costa d'Avorio e Ghana
Dopo tale ritiro, le nazionali partecipanti al torneo scesero a 15, nonostante Marocco, Senegal e Sudafrica fossero state contattate per prendere il posto dei togolesi, specialmente i primi, avendo fatto meglio delle altre nazionali nelle qualificazioni. Al contrario, anche Ghana, Costa d'Avorio e Camerun pensarono di ritirarsi dalla competizione, a costo di subire sanzioni di vari gradi. Da parte della nazionale togolese Togo, a causa del suo ritiro a meno di venti giorni dall'inizio della competizione, essa sarebbe stata sanzionata con una multa di 50.000 dollari e l'esclusione dalle successive due edizioni della Coppa d'Africa, anche se il Comitato esecutivo della CAF avrebbe deciso diversamente, consentendo ai togolesi di partecipare alle qualificazioni delle Coppe d'Africa successive. Dopo una fallita qualificazione alla Coppa d'Africa del 2012, il Togo sarebbe riuscito a raggiungere i gironi di quella dell'anno dopo, raggiungendo poi i quarti dove avrebbe infine perso contro una sorprendente Burkina Faso, futura finalista del torneo.

## Cammino verso la finale
Dopo aver saltato così la partita che si sarebbe tenuta l'11 gennaio proprio a Cabinda (in quella stessa città e in quello stesso giorno, la partita Costa d'Avorio-Burkina Faso si era conclusa a reti inviolate), il Ghana affrontò gli ivoriani il 15, venendo sconfitto per 3-1, siglato dal gol di Didier Drogba e dal rigore della bandiera di Asamoah Gyan dell'Udinese. Quattro giorni dopo, André Ayew segnò al 30' il gol dell'1-0 contro i burkinabé, consentendo ai ghanesi di terminare il girone al secondo posto con tre punti dietro agli ivoriani (4).
L'Egitto fu invece sorteggiato nel gruppo C insieme a Benin, Nigeria e Mozambico, e lo concluse a punteggio pieno senza troppi problemi: 3-1 contro la Nigeria (dopo uno svantaggio iniziale al 12' con Chinedu Obasi), 2-0 contro il Mozambico (marcature aperte dall'autorete di Dario Khan) e 2-0 contro il Benin (reti di Ahmed Al-Muhammadi ed Emad Moteab); a classificarsi secondi furono i nigeriani, che dopo la sconfitta contro l'Egitto batterono il Benin per 1-0 su rigore di Yakubu Aiyegbeni al 42' e poi il Mozambico per 3-0 (doppietta di Peter Odemwingie a cavallo tra primo tempo e ripresa e rete di Obafemi Martins nei minuti finali).
Ai quarti, il 24 gennaio il Ghana prevalse sui padroni di casa angolani (primi nel loro girone) con la rete di Gyan al primo quarto d'ora che siglò l'1-0, mentre il giorno dopo i Faraoni affrontarono il Camerun, che andò in vantaggio al 26' con Achille Emana, a cui seguì il gol del pareggio egiziano Ahmed Hassan; i primi cinque minuti dei tempi supplementari videro però l'Egitto segnare due gol con Mohamed Nagy e di nuovo Hassan.
Il 28 gennaio, le semifinali accoppiarono il Ghana con la Nigeria (che aveva battuto un sorprendente Zambia ai rigori dopo un quarto di finale a reti inviolate) e l'Egitto con l'Algeria (finita seconda dietro ai padroni di casa nel gruppo A per poi battere gli ivoriani per 3-2). Per il Ghana, il copione fu uguale a quello nei quarti, con Gyan che segnò al 21' il gol dell'1-0, mentre al contrario l'Egitto demolì gli algerini per 4-0 con rigore di Hosny Abd Rabo e reti di Mohamed Zidan, Mohamed Abdel-Shafy e Geddo.

### Tabella riassuntiva del percorso
| Squadra        | Pt       | G        |
| -------------- | -------- | -------- |
| Costa d'Avorio | 4        | 2        |
| Ghana          | 3        | 2        |
| Burkina Faso   | 1        | 2        |
| Togo           | Ritirato | Ritirato |

| Squadra   | Pt | G |
| --------- | -- | - |
| Egitto    | 9  | 3 |
| Nigeria   | 6  | 3 |
| Benin     | 1  | 3 |
| Mozambico | 1  | 3 |

## Tabellino
| Arbitro: | Coulibaly |

|  |           |           |
|  | Marcatori | 85’ Geddo |

| Ghana | Egitto |

| Ghana:          |    |                        |     |     |
|                 |    |                        |     |     |
| P               | 22 | Richard Kingson        |     |     |
| DD              | 7  | Samuel Inkoom          |     |     |
| DC              | 15 | Isaac Vorsah           |     |     |
| DC              | 12 | Lee Addy               |     |     |
| DS              | 2  | Hans Sarpei            |     |     |
| CC              | 19 | Emmanuel Agyemang-Badu |     |     |
| CC              | 6  | Anthony Annan          |     |     |
| CD              | 13 | André Ayew             |     |     |
| CS              | 10 | Kwadwo Asamoah         |     |     |
| AD              | 9  | Opoku Agyemang         | 47’ | 89’ |
| AS              | 3  | Asamoah Gyan           |     | 87’ |
| Sostituzioni:   |    |                        |     |     |
| ATT             | 20 | Dominic Adiyiah        |     | 87’ |
| DIF             | 18 | Eric Addo              |     | 89’ |
| CT:             |    |                        |     |     |
| Milovan Rajevac |    |                        |     |     |

| Egitto:        |    |                     |     |     |
|                |    |                     |     |     |
| P              | 1  | Essam El-Hadary     |     |     |
| DC             | 7  | Ahmed Fathy         |     | 89’ |
| DC             | 6  | Hany Said           |     |     |
| DC             | 20 | Wael Gomaa          |     |     |
| TOD            | 3  | Ahmed Al-Muhammadi  | 52’ |     |
| CC             | 17 | Ahmed Hassan        |     |     |
| CC             | 12 | Hossam Ghaly        | 60’ |     |
| CC             | 8  | Hosny Abd Rabo      |     |     |
| TOS            | 14 | Sayed Moawad        | 48’ | 57’ |
| AD             | 10 | Emad Motaeb         |     | 70’ |
| AS             | 9  | Mohamed Zidan       |     |     |
| Sostituzioni:  |    |                     |     |     |
| DIF            | 19 | Mohamed Abdel-Shafy |     | 57’ |
| CEN            | 15 | Geddo               |     | 70’ |
| CEN            | 4  | Moatasem Salem      |     | 89’ |
| CT:            |    |                     |     |     |
| Hassan Shehata |    |                     |     |     |